# Freddy Ternero
Freddy Santos Ternero Corrales, né à Lima le 26 mars 1962 et mort dans la même ville le 18 septembre 2015, est un footballeur péruvien qui évoluait au poste de défenseur.
Reconverti en entraîneur, il demeure le seul entraîneur à avoir remporté des titres internationaux avec un club péruvien.

## Biographie

### Carrière de joueur
Joueur de l'Universitario de Deportes de Lima de 1978 à 1980, Ternero part au León de Huánuco faute de temps de jeu. Il y remporte la Copa Perú en 1980 puis retourne à l'Universitario où il devient champion du Pérou en 1982 et 1985.
L'année suivante il rejoint le Deportivo San Agustín où il remporte à nouveau le titre de champion en 1986. Après un bref retour à l'Universitario de Deportes en 1987-88 puis une pige au Defensor Lima en 1989-90, Ternero termine sa carrière au Cienciano del Cusco, club qu'il dirigerait par la suite.

### Carrière d'entraîneur
Ternero commence sa carrière d'entraîneur à l'Universitario de Deportes, en 1993, comme assistant de Sergio Markarián avec qui il remporte le championnat du Pérou cette même année. Par la suite, il dirige le club par intérim après la démission de Markarián.
C'est au Cienciano del Cusco, qu'il dirige à plusieurs reprises dans les années 1990 et 2000, que Ternero va se distinguer en remportant, à la surprise générale, la Copa Sudamericana 2003 face aux Argentins de River Plate (3-3 et 1-0). Il récidive l'année suivante en remportant aux tirs au but la Recopa Sudamericana.
Par ailleurs, Ternero dirige l'équipe du Pérou à deux reprises : en 1997, alors qu'il est l'adjoint du sélectionneur de l'époque, Juan Carlos Oblitas, celui-ci lui confie les rênes de la sélection à l'occasion de la Copa América 1997. Il atteint les demi-finales de la compétition mais son parcours est entaché par la sévère correction que le Brésil inflige aux Péruviens (7-0), le 26 juin 1997. En 2005, fort de ses succès en club avec le Cienciano del Cusco, Ternero est désigné sélectionneur mais il ne peut empêcher l'élimination du Pérou de la course à la Coupe du monde 2006.

### Carrière politique et décès
En novembre 2006, il quitte le milieu du football pour devenir maire de l'arrondissement de San Martín de Porres à Lima. Il décède à 53 ans des suites d'un cancer du foie, le 18 septembre 2015, dans une clinique de la capitale péruvienne.

## Palmarès

### Palmarès de joueur
| León de Huánuco - Copa Perú (1) : - Vainqueur : 1980. |  | Universitario de Deportes - Championnat du Pérou (3) : - Champion : 1982, 1985 et 1987. |  | Deportivo San Agustín - Championnat du Pérou (1) : - Champion : 1986. |

### Palmarès d'entraîneur
Cienciano del Cusco
- Copa Sudamericana (1) :
  - Vainqueur : 2003.
- Recopa Sudamericana (1) :
  - Vainqueur : 2004.